# Oytier-Saint-Oblas
Oytier-Saint-Oblas är en kommun i departementet Isère i regionen Auvergne-Rhône-Alpes i sydöstra Frankrike. Kommunen ligger i kantonen Heyrieux som tillhör arrondissementet Vienne. År 2022 hade Oytier-Saint-Oblas 1 733 invånare.

## Befolkningsutveckling
Antalet invånare i kommunen Oytier-Saint-Oblas
Referens:INSEE